# 虫刺症

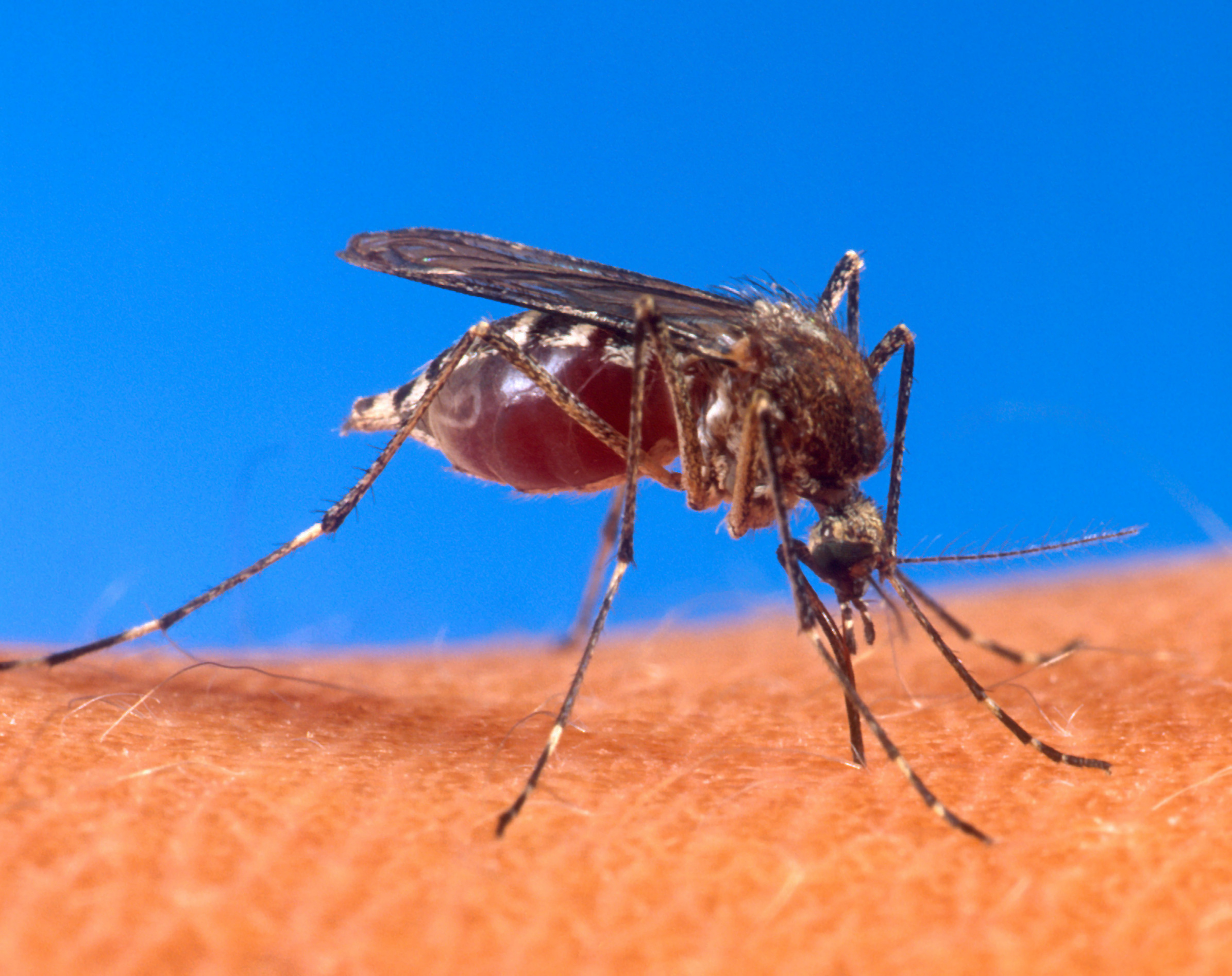
虫刺症

虫刺症（ちゅうししょう）とは、昆虫類を含む虫に刺された時にできる傷であり、外傷の一つである。この他に刺咬症（しこうしょう）、蜂の場合は蜂刺症（はちししょう）ともよばれる。症状が日常的には「虫刺され」といわれることが多い。便宜上、刺された場合のみではなく咬まれた場合も下記に記す。

## 一般事項
蚊・ブヨ・ダニ・アブなどに刺されたり、毛虫や毒蛾にかぶれた場合、ステロイド外用剤（軟膏、クリーム）を塗ると効果的である。また冷たいタオルなどで患部を冷やすと、かゆみや痛みが和らぐ（局所冷罨法）。ひどい場合は、ステロイドの内服や注射を行うこともある。
飛翔する昆虫は体温が高く、毒が温熱で失活しにくい。ムカデや毛虫といった飛翔しない昆虫は体温が低く、その毒は温熱で失活しやすい。
受傷後、なるべく早期に外用ステロイド（ベタメタゾン=リンデロンV軟膏）と亜鉛華軟膏を同量混和したものを発赤熱感のある部位に厚めに塗布して、その上ポリ塩化ビニリデンラップ（食品用ラップフィルム）で覆う。ラップの上から冷水や氷で冷やしたタオルで20分ほど冷やすと痒みがなくなり腫れも改善する。この方法だと、患部をラップで覆うため、患児がもし掻いてしまったとしても、とびひになりにくい。

## 蜂刺傷
蜂に刺されて恐いのは、全身にアレルギー反応が起こり、アナフィラキシーショックで死亡する場合である。日本では年間20〜40人程度、多い年では70人以上の死者を出している。全身の蕁麻疹、呼吸困難、気分不快、冷や汗、めまいなどの症状が起こった場合は、ショックに準じた治療が必要である。ショック症状は、刺傷から数分で始まることもあり、このような状態になった場合、ためらわず直ちに119番に電話し、救急車を要請すること。
刺された場所が１〜2日後に腫れたり痛んだりすることがある。普通の皮膚炎に準じた治療、すなわちステロイド薬の外用・内服・注射で対処する。これ自体は命に関わるものではない。

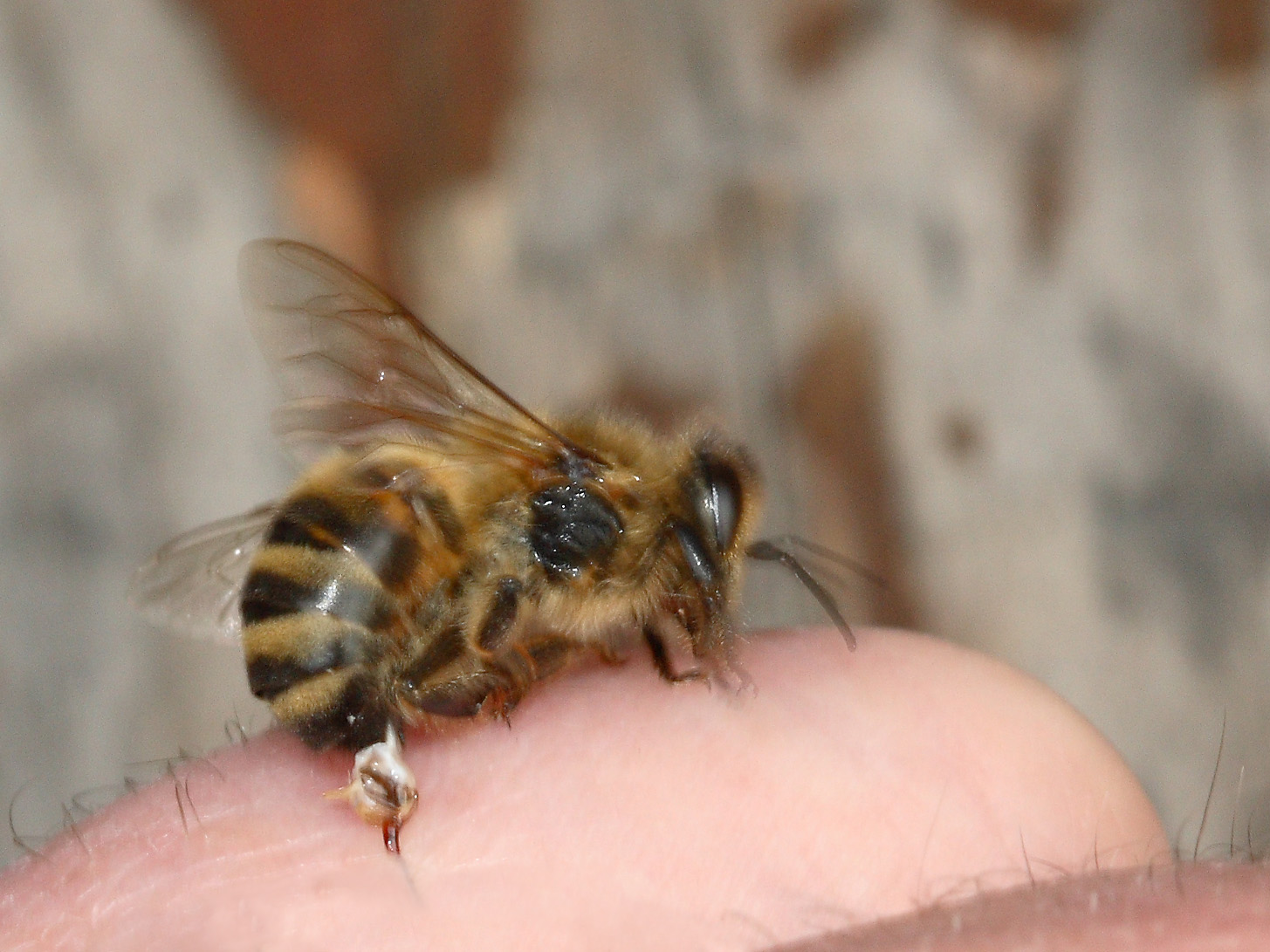
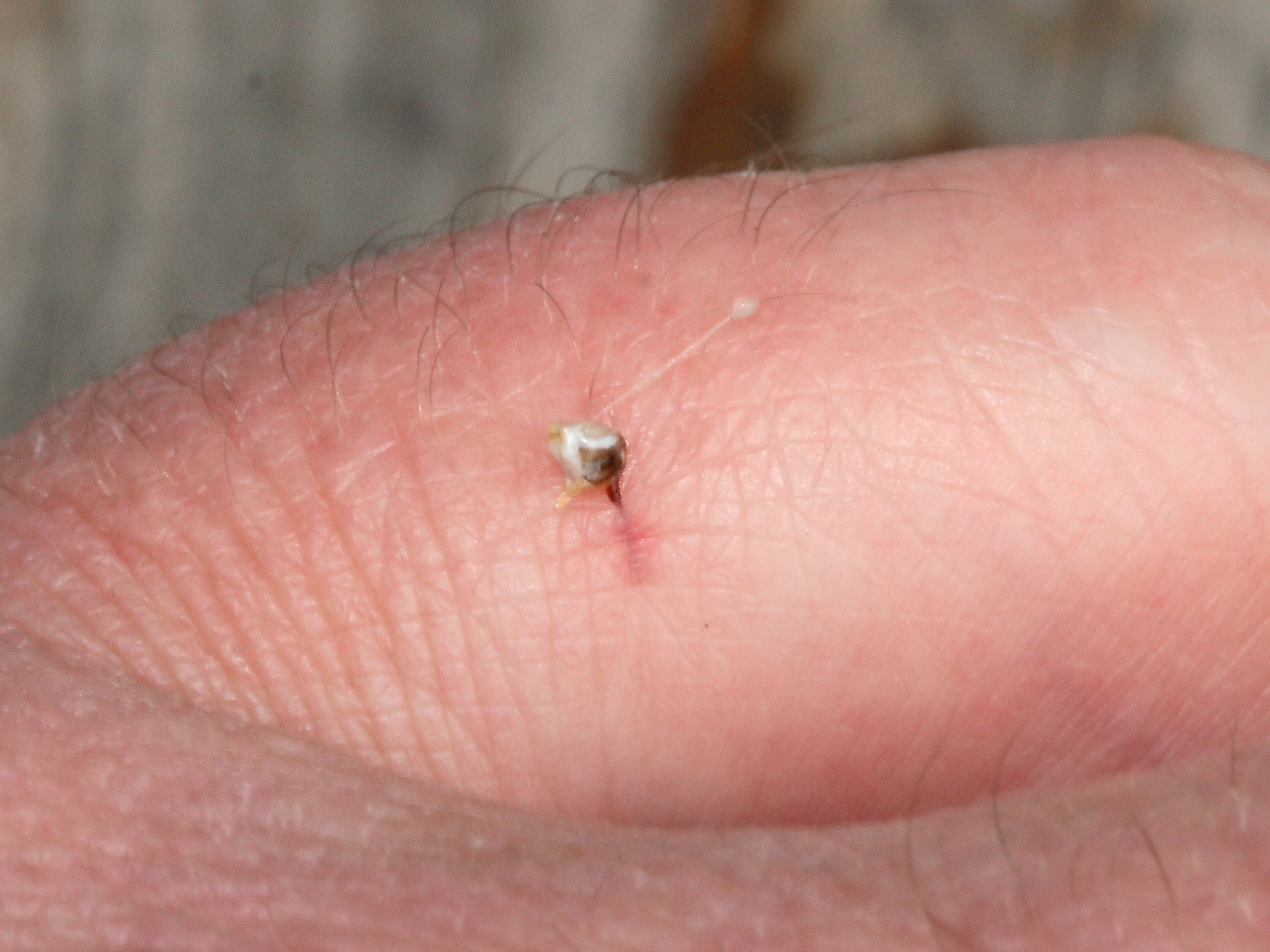
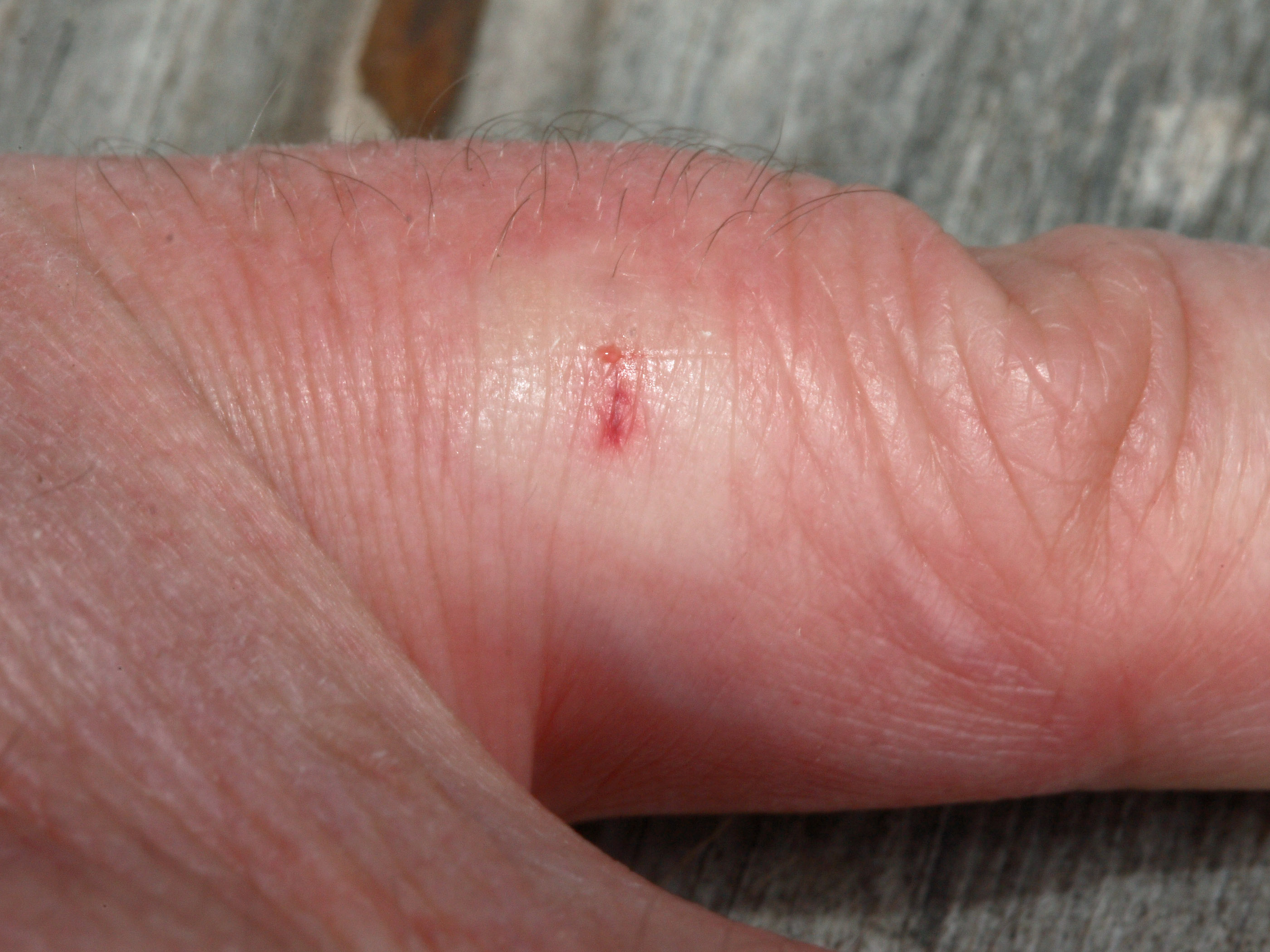

対処法についてはこちらの項も参照。

## ムカデ咬傷
ムカデ毒も蜂毒（Bee venom、アピトキシン、Apitoxin）と同じようにアレルギー反応を起こすことがあり、対処法も蜂と同じである。就眠中に咬まれることが多く、咬まれた直後に激しい痛みに襲われ、局所が腫れて痛む。ステープラーの針で穴を空けたような傷が残るのが特徴的。同じくステロイド外用、内服、注射が奏功する。傷部が感染することがあり、抗菌薬の内服も行う。
ムカデによる虫咬傷では、温熱によりムカデ毒が変性・失活し、症状が軽快する。
ムカデ毒を失活させた後、氷で冷やすと血液循環が低下し、炎症が鎮静して、痛みが軽減する。

## サソリ刺傷
メキシコではサソリ刺傷で年間2000人の死亡者が見られ、イスラエル、インドにおいても、サソリ刺傷による高い死亡率が報告されている。ナトリウムチャネルに作用して、筋肉の痙攣や呼吸困難を引き起こす。治療には、抗サソリ毒血清が有効である。

## ダニ刺傷

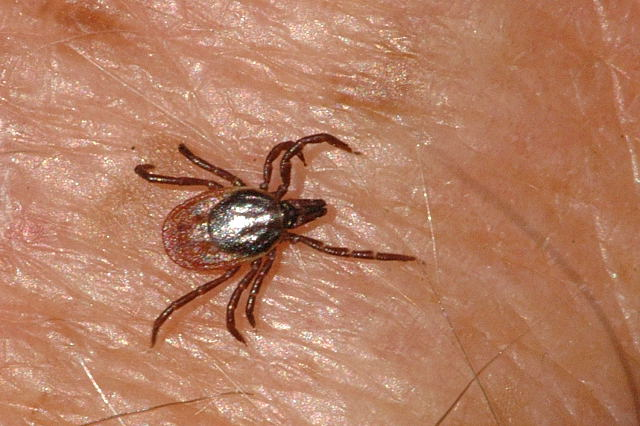

ダニに刺されても、局所の症状はないことが多いが、ツツガムシ病、日本紅斑熱、ライム病などに注意が必要である。ダニが皮膚に食い込んだ場合は、自分で抜かず医師の処置が必要である。
ダニアレルギーの場合、全身に発疹が出現する。

## 蚊刺傷

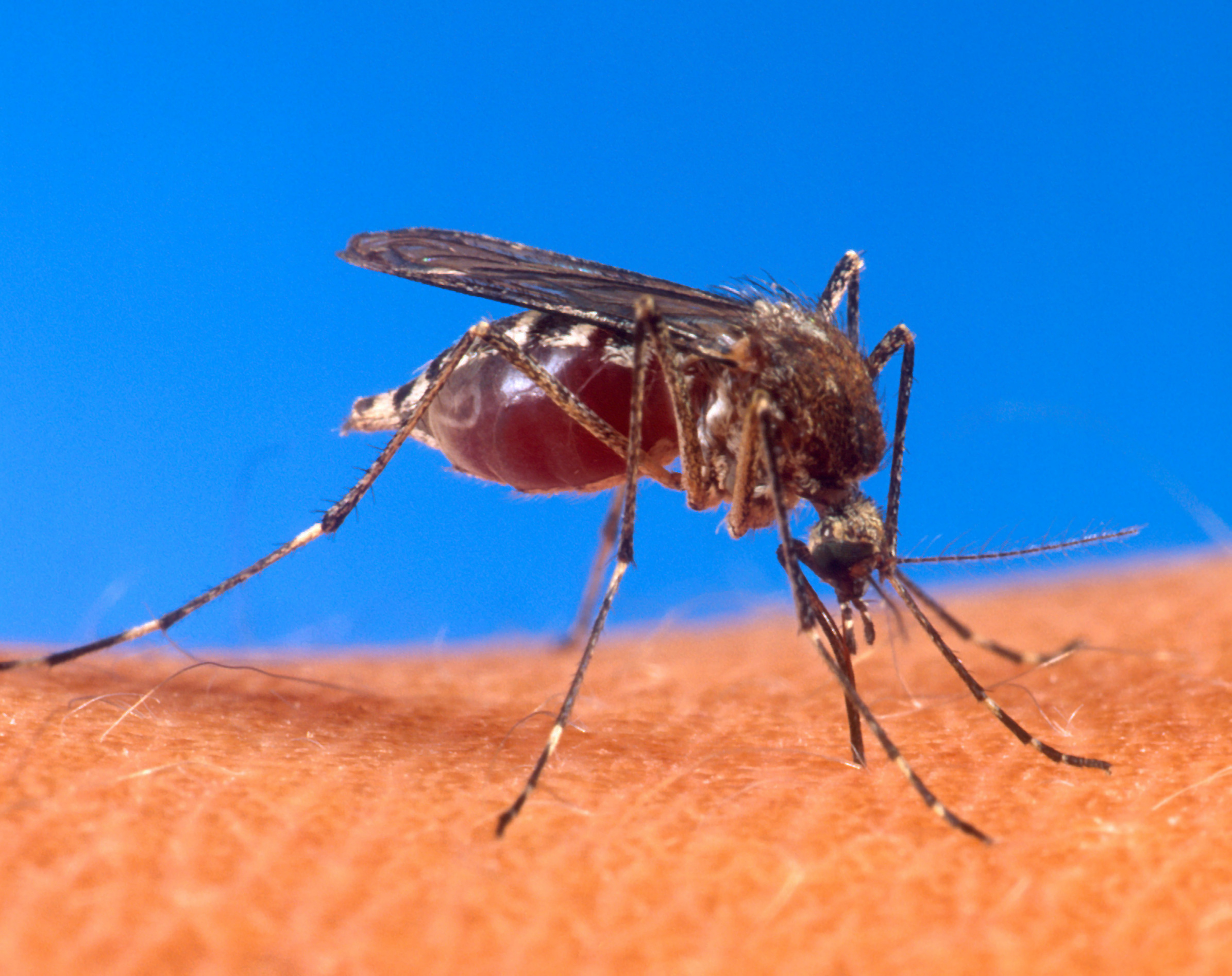
吸血中の蚊

蚊に刺された場合、局所的には軽度の炎症で済むが、日本脳炎に注意が必要である。熱帯へ渡航の際は、マラリア、ウエストナイル熱、デング熱、ジカ熱にも注意が必要となる。